# Ода народу српском
„Ода народу српском“ (итал. Ode alla nazione serba) је песничка поема италијанског песника Габријелеа Д'Анунција, написана и посвећена српском народу у време његових најтежих тренутака 1915. године. Поема се одликује лепотом и вишезначношћу, док је неки пореде са Давичовом Србијом.

## Настанак
Надахнут српским подвизима у Првом светском рату, али и српском несрећом, Д'Анунцио је почео писање поеме у Венецији 12. а завршио 16. новембра 1915. године. У миланском листу Corriere della sera је 24. новембра, исте година, објављена поема у целини.
Уз поему су укључене и Белешке, које је написао Никола Томазе, такође италијански песник.
Д'Анунцио је чак начинио посебни својеручни рукопис поеме, и уз неколико штампаних издања исте, штампаних о свом трошку, послао краљу Петру I Карађорђевићу.

## Садржина
Поема се састоји од 21 певања. У њој је опевана херојска историја српског народа, као и јунаци, историјски и митолошки, који се преплићу са њом. Поред певања о српској слави, песник непрестано подсећа српски народ шта му се догодило отаџбини, као и на опасност која јој прети. Зато позива Србе да се боре против непријатеља, истовремено указујући на његову охолост и претњу.

## Српске редакције
Песма је имала више редакције и превода на српски језик.
Песник Милутин Бојић је, уз помоћ једног српског војника, превео целу поему, а превод је штампан и објављен 7. априла 1916. године у првом броју Српских новина у Крфу. Одштампани превод, у виду књижица, додељиван је српским војницима. Један од тих примерака је чуван у Народној библиотеци Србије.
Иако тај превод није био потписан, Радивоје, млађи Бојићев брат, открио да је превод дело његовог брата. Додуше, за разлику од своје изворне верзије, поеми су скраћене белешке, а места, на којима су се појављивали делови упућени против немачког и аустроугарског цара, цензори су заменили белинама.
Било је више покушаја да се поема преведе, односно препева. Тако је забележен случај да су аустроугарски војници, српског порекла а заробљени у Италији, превели песму. Но тај превод није пронађен.
Драган Мраовић, новосадски песник и преводилац, први је превео поему на српски језик у целини.